# John Rochaix
John-Marc Rochaix (* 2. März 1879 in Satigny; † 16. oder 15. Dezember 1955 in Mies; heimatberechtigt in Genthod und Chavannes-de-Bogis) war ein Schweizer Agrarwissenschaftler und freisinniger Politiker.

## Leben

### Familie
John Rochaix war das älteste Kind einer in Peissy bei Satigny ansässigen Bauernfamilie waadtländischer Herkunft. Er war der Sohn des Weinbauern und Genfer Grossrats Louis-Alphonse Rochaix (* 21. Juli 1856 in Peissy; † 19. Februar 1930 ebenda) und dessen Ehefrau Joséphine-Fanny (* 14. Juni 1860 Choully), die Tochter von Jean-Pierre Pinquelet († 1898); er hatte noch einen Bruder sowie eine Schwester. Sein Vater betrieb in zweiter Generation das Weingut Les Perrières im Dorf Peissy.
Er war mit dem späteren Staatsrat Isaac Anken verwandt.
Seit 1909 war er mit Esther (* 4. September 1887 in Satigny), der Tochter des Gutsbesitzers Isaac Auvergne, verheiratet; ihr gemeinsamer Sohn war Michel Rochaix (1915–1998), Agraringenieur und Direktor der Eidgenössischen landwirtschaftlichen Forschungsanstalt in Changins.

### Werdegang
Nach einer landwirtschaftlichen Ausbildung in Lausanne besuchte John Rochaix das Polytechnikum Zürich und war an der Ecole nationale d'agriculture (siehe Institut national d’études supérieures agronomiques de Montpellier) in Montpellier; 1901 erhielt er am Polytechnikum das Diplom als Landwirt und beendete 1902 das Studium in Montpellier als Ingenieur Agronom.
Von 1903 bis 1904 war er der Direktor der Landwirtschaftsschule und unterrichtete dort von 1905 bis 1915, die seit 1897 im Schloss Pruntrut untergebracht war, weiterhin unterrichtete er an der Gartenbauschule Châtelaine, die später 1974 als Gartenbauzentrum Lullier eröffnet wurde.
Er war von 1905 bis 1915 Leiter der Landwirtschaftsbehörde des Kantons Genf.
In den 1910er Jahren entwickelte er ein System zum Rebenheften (siehe Reberziehung), das von den anderen Winzern schnell angenommen wurde; für dieses System erhielt er von der Société des Arts einen Preis von 400 Schweizer Franken.
Er kam 1920 in den Verwaltungsrat der Aktiengesellschaft Cérès S.A. mit Sitz in Genf.
1923 wurde er in den Verwaltungsrat der Schweizerischen Hagelversicherung gewählt.
Er hatte 1934 den Vorsitz der 3. Internationalen Kunstdüngerkonferenz in Bern.
Als er verstarb, war er Vizepräsident des Verwaltungsrats der Kali AG in Bern, die Kalidünger im Elsass produzierte; er war dazu Mitgründer und seit 1952 Präsident des Verwaltungsrats des Internationalen Kali Instituts.

### Politisches und gesellschaftliches Wirken
John Rochaix war, als Nachfolger des verstorbenen Adolphe Vautier (1848–1914) von 1915 bis 1918 sowie von 1924 bis 1927 Genfer Staatsrat, den er 1917 und 1925 präsidierte. Nachdem er sich 1927 nicht mehr aufstellen liess, folgte ihm Alfred Desbaillets (1882–1975).
In beiden Amtszeiten im Staatsrat leitete er das Departement des Innern und der Landwirtschaft und beschäftigte sich, gemeinsam mit Henry Boveyron (1852–1931), der das Handels- und Industriedepartement leitete, während des Ersten Weltkriegs mit der Frage der Lebensmittelversorgung und die kommerziellen Beziehungen zu Frankreich. So schlug er unter anderem vor, Kontakt zu ausländischen Regierungen, unter anderem in Marokko, aufzunehmen, um dortige Anbauflächen mit Nutzpflanzen zu bepflanzen, um so die Versorgung der Schweizer Bevölkerung sicherzustellen. In seinen Bemühungen wurde er durch den späteren Staatsrat Albert Naine (1871–1957), der den Lebensmitteldienst des Kantons leitete, unterstützt.
1917 kam es nach einer Rede des Genfer Grossrats Frédéric de Rabours zu einem Vorfall, bei dem eine aufgebrachte Menschenmenge das deutsche, österreichisch-ungarische und türkische Konsulat belagerten und teilweise beschädigten; hierfür entschuldigte sich John Rochaix als Präsident des Staatsrats bei den Konsulaten.
Er war vom 3. Dezember 1917 bis zum 5. Dezember 1943 radikaler Nationalrat; ihm folgte André Guinand (1901–1991) nach.
1919 brachte er im Nationalrat eine Motion ein, in der er vorschlug, die Militärorganisation von 1907 abzuschaffen, später wandelte er seine Motion in eine Reform der Militärorganisation. Im selben Jahr sprach er sich für den Beitritt der Schweiz in den Völkerbund aus.
Er war 1920 Präsident der Finanzkommission des Nationalrats.
1922 und in den folgenden Jahren beschäftigte er sich mit dem Vertrag, der 1921 durch Albert Maunoir und Ernst Laur mit Frankreich zur Handelsfrage mit Savoyen geschlossen worden war, und forderte hierbei Nachbesserungen.
Er wurde 1924, gemeinsam mit Hermann Müller-Thurgau, in die Aufsichtskommission für die Schweizerischen Versuchsanstalten für Obst-, Wein- und Gartenbau in Wädenswil und Lausanne gewählt; 1951 trat er als Mitglied der Kommission zurück.
Gemeinsam mit dem Bundespräsidenten Jean-Marie Musy bildete er das Ehrenpräsidium des Genfer Automobilsalons 1925 (siehe Genfer Auto-Salon).
1925 hatte er den Vorsitz über das Aktionskomitee, das sich für die Fusion der Genfer Vorortgemeinden einsetzte.
1942 brachte er im Nationalrat eine Interpellation ein, in der er ein schärferes Vorgehen gegen Landesverrat forderte, dies führte dann zu verschärften Verfahrensbestimmungen.

## Mitgliedschaften
Von 1902 bis 1904 war er Direktor der Fondation Rurale Interjurassienne.
1922 wurde John Rochaix Vizepräsident der Association des ingénieurs agronomes de la Suisse romande.
Von 1923 bis zu seinem Tod war er Präsident des Cercle des agriculteurs in Genf; dieser hatte sich 1868 gegründet und das Ziel, den Einkauf von Geräten, landwirtschaftlichen Maschinen, Saatgut, Düngemitteln und Pflanzenschutzmitteln für Landwirte zu zentralisieren.
1926 wurde er zum Ehrenpräsidenten des Schweizerischen Schachklubs (siehe Schweizerischer Schachbund) ernannt.
Er war von 1929 bis 1955 Vorstandsmitglied des 1897 in Bern gegründeten Schweizer Bauernverbands.
1932 wurde er in den Vorstand gewählt und wurde 1945 Präsident der Fédération des sociétés d'agriculture de la Suisse romande (Föderation der Landwirtschaftsgesellschaften der Westschweiz); sein Nachfolger als Präsident wurde Robert Piot (1899–1978).
Er war von 1933 bis 1934 Präsident der Association des ingénieurs agronomes de la Suisse romande (Verband der Agraringenieure der Westschweiz), Ehrenpräsident des Chambre genevoise d'agriculture und Mitglied in der Studentenverbindung Akademisch-Landwirtschaftlicher Verein.
Er war von 1944 bis 1945 Präsident der Association des Groupements et Organisations Romandes de l'Agriculture.
Von 1952 bis 1955 war er der erste Präsident des Institut Internationale de la Potasse.